# 향지리 열녀비
향지리 열녀비는 대한민국 충청남도 공주시 계룡면 향지리에 있다. 1997년 6월 5일 공주시의 향토문화유적 제32호로 지정되었다.
　

## 지정 사유
임화수의 처 안동김씨의 효행을 기린 비이다.
　